# Никульчина, Ирина
Ири́на Нику́льчина (болг. Ирина Никулчина; род. 8 декабря 1974 года, Разлог, Благоевградская область) — болгарская лыжница и биатлонистка, бронзовый призёр Олимпийских игр 2002 года в гонке преследования (при этом Никульчина лидировала перед последней стрельбой, но допустила два промаха первыми двумя выстрелами и смогла занять только третье место).
Лучшее место в Кубке мира — четырнадцатое по итогам сезона 1999/2000. Проживает в городе Банско Благоевградской области Болгарии. Владеет, помимо болгарского, ещё английским и русским языками.

## Кубок мира
- 1998/99 — 60-е место (8 очков)
- 1999/00 — 14-е место (202 очка)
- 2000/01 — 42-е место (79 очков)
- 2001/02 — 18-е место (290 очков)
- 2002/03 — 27-е место (170 очков)
- 2003/04 — 21-е место (295 очков)
- 2005/06 — 39-е место (115 очков)